# Václav Pícl
Václav Pícl (* 3. prosince 1959) je český pedagog a politik, náměstek ministra školství, dříve poslanec Poslanecké sněmovny za Českou stranu sociálně demokratickou, představitel učitelských odborů a v letech 2010–2014 místopředseda Českomoravské konfederace odborových svazů, z toho v letech 2013–2014 její úřadující předseda.

## Biografie
Vystudoval Pedagogickou fakultu v Českých Budějovicích. Od roku 1979 pracoval jako učitel a ředitel základní školy. K roku 1998 se profesně uvádí jako učitel, bytem Rakovník.
Ve volbách v roce 1998 byl zvolen do poslanecké sněmovny za Českou stranu sociálně demokratickou (volební obvod Středočeský kraj). Byl místopředsedou sněmovního výboru pro vědu, vzdělání, kulturu, mládež a tělovýchovu a členem výboru ústavněprávního. Ve volbách v roce 2002 nebyl zvolen. Do parlamentu nicméně usedl krátce dodatečně jako náhradník 24. září 2004 poté, co rezignoval poslanec Milan Urban. Na mandát ale obratem rezignoval již 30. září 2004 (pro neslučitelnost výkonu funkce poslance a náměstka ministra) a do činnosti sněmovny se v tomto volebním období fakticky nezapojil.
Od roku 2000 byl předsedou Odborné komise pro školství a vzdělávací politiku ÚVV ČSSD. V říjnu 2000 rezignoval na funkci v krajské organizaci ČSSD poté, co byl aktérem skandálu, kdy v opilosti urážel strážníky městské policie v Rakovníku. V červenci 2002 nastoupil na post náměstka ministra školství. V roce 2006 ho odvolala nová ministryně Miroslava Kopicová. Krátce poté Pícl nastoupil do funkce místopředsedy školských odborů. V dubnu 2010 se stal i místopředsedou Českomoravské konfederace odborových svazů. Funkci vykonával do dubna 2014, kdy neúspěšně kandidoval na post předsedy ČMKOS. Získal pouze 67 hlasů z 227 možných (tj. 30 %) a porazil jej tak Josef Středula. Zároveň se mu nepodařilo obhájit ani pozici místopředsedy ČMKOS.
V komunálních volbách roku 1994 kandidoval neúspěšně do zastupitelstva města Rakovník za ČSSD. Zvolen sem byl až v komunálních volbách roku 1998 a opětovně v komunálních volbách roku 2002. Profesně se uvádí k roku 1998 jako poslanec, v roce 2002 jako 1. náměstek ministra školství. V roce 2001 se uvádí jako starosta Rakovníku. Starostou města byl v letech 2000–2002.
Od února 2016 byl opět jmenován náměstkem MŠMT (náměstek pro řízení sekce vzdělávání). Funkci zastával do konce roku 2019.